# Vicepresidenti delle Filippine
I Vicepresidenti delle Filippine dal 1897 ad oggi sono i seguenti.

## Lista
| №                                                  | Vicepresidente (Nascita–Morte)                     | Vicepresidente (Nascita–Morte)                     | Inizio                                             | Fine                                               | Partito                                            | Presidente                                         | Presidente                                         | Era                                                 |
| -------------------------------------------------- | -------------------------------------------------- | -------------------------------------------------- | -------------------------------------------------- | -------------------------------------------------- | -------------------------------------------------- | -------------------------------------------------- | -------------------------------------------------- | --------------------------------------------------- |
| 1                                                  |                                                    | Mariano Trías (1868–1914)                          | 22 marzo 1897                                      | 31 dicembre 1897                                   | Nessuno                                            |                                                    | Emilio Aguinaldo                                   | Convenzione di Tejeros & Repubblica di Biak-na-Bato |
| Carica abolita 31 dicembre 1897 - 15 novembre 1935 | Carica abolita 31 dicembre 1897 - 15 novembre 1935 | Carica abolita 31 dicembre 1897 - 15 novembre 1935 | Carica abolita 31 dicembre 1897 - 15 novembre 1935 | Carica abolita 31 dicembre 1897 - 15 novembre 1935 | Carica abolita 31 dicembre 1897 - 15 novembre 1935 | Carica abolita 31 dicembre 1897 - 15 novembre 1935 | Carica abolita 31 dicembre 1897 - 15 novembre 1935 | Prima Repubblica filippina Governo insulare         |
| 2                                                  |                                                    | Sergio Osmeña (1878–1961)                          | 15 novembre 1935                                   | 1º agosto 1944                                     | Partito Nazionalista                               |                                                    | Manuel Quezón                                      | Commonwealth                                        |
| Carica vacante 1º agosto 1944 - 28 maggio 1946     | Carica vacante 1º agosto 1944 - 28 maggio 1946     | Carica vacante 1º agosto 1944 - 28 maggio 1946     | Carica vacante 1º agosto 1944 - 28 maggio 1946     | Carica vacante 1º agosto 1944 - 28 maggio 1946     | Carica vacante 1º agosto 1944 - 28 maggio 1946     |                                                    | Sergio Osmeña                                      | Commonwealth                                        |
| Carica vacante 1º agosto 1944 - 28 maggio 1946     | Carica vacante 1º agosto 1944 - 28 maggio 1946     | Carica vacante 1º agosto 1944 - 28 maggio 1946     | Carica vacante 1º agosto 1944 - 28 maggio 1946     | Carica vacante 1º agosto 1944 - 28 maggio 1946     | Carica vacante 1º agosto 1944 - 28 maggio 1946     |                                                    | José Paciano Laurel                                | Seconda Repubblica                                  |
| 3                                                  |                                                    | Elpidio Quirino (1890–1956)                        | 28 maggio 1946                                     | 17 aprile 1948                                     | Partito Liberale                                   |                                                    | Manuel Roxas                                       | Commonwealth                                        |
| 3                                                  | Terza Repubblica                                   | Elpidio Quirino (1890–1956)                        | 28 maggio 1946                                     | 17 aprile 1948                                     | Partito Liberale                                   |                                                    | Manuel Roxas                                       |                                                     |
| Carica vacante 15 aprile 1948 - 30 dicembre 1949   | Carica vacante 15 aprile 1948 - 30 dicembre 1949   | Carica vacante 15 aprile 1948 - 30 dicembre 1949   | Carica vacante 15 aprile 1948 - 30 dicembre 1949   | Carica vacante 15 aprile 1948 - 30 dicembre 1949   | Carica vacante 15 aprile 1948 - 30 dicembre 1949   |                                                    | Elpidio Quirino                                    |                                                     |
| 4                                                  |                                                    | Fernando Lopez (1904–1993)                         | 30 dicembre 1949                                   | 30 dicembre 1953                                   | Partito Liberale                                   |                                                    | Elpidio Quirino                                    |                                                     |
| 5                                                  |                                                    | Carlos P. Garcia (1896–1971)                       | 30 dicembre 1953                                   | 18 marzo 1957                                      | Partito Nazionalista                               |                                                    | Ramón Magsaysay                                    |                                                     |
| Carica vacante 18 marzo 1957 - 30 dicembre 1957    | Carica vacante 18 marzo 1957 - 30 dicembre 1957    | Carica vacante 18 marzo 1957 - 30 dicembre 1957    | Carica vacante 18 marzo 1957 - 30 dicembre 1957    | Carica vacante 18 marzo 1957 - 30 dicembre 1957    | Carica vacante 18 marzo 1957 - 30 dicembre 1957    |                                                    | Carlos P. Garcia                                   |                                                     |
| 6                                                  |                                                    | Diosdado Macapagal (1910–1997)                     | 30 dicembre 1957                                   | 30 dicembre 1961                                   | Partito Liberale                                   |                                                    | Carlos P. Garcia                                   |                                                     |
| 7                                                  |                                                    | Emmanuel Pelaez (1915–2003)                        | 30 dicembre 1961                                   | 30 dicembre 1965                                   | Partito Liberale                                   |                                                    | Diosdado Macapagal                                 |                                                     |
| 8                                                  |                                                    | Fernando Lopez (1904–1993)                         | 30 dicembre 1965                                   | 23 settembre 1972                                  | Partito Nazionalista                               |                                                    | Ferdinand Marcos                                   |                                                     |
| Carica abolita 23 settembre 1972 - 23 gennaio 1984 | Carica abolita 23 settembre 1972 - 23 gennaio 1984 | Carica abolita 23 settembre 1972 - 23 gennaio 1984 | Carica abolita 23 settembre 1972 - 23 gennaio 1984 | Carica abolita 23 settembre 1972 - 23 gennaio 1984 | Carica abolita 23 settembre 1972 - 23 gennaio 1984 | Legge marziale                                     | Ferdinand Marcos                                   |                                                     |
| Carica abolita 23 settembre 1972 - 23 gennaio 1984 | Carica abolita 23 settembre 1972 - 23 gennaio 1984 | Carica abolita 23 settembre 1972 - 23 gennaio 1984 | Carica abolita 23 settembre 1972 - 23 gennaio 1984 | Carica abolita 23 settembre 1972 - 23 gennaio 1984 | Carica abolita 23 settembre 1972 - 23 gennaio 1984 | Quarta Repubblica                                  | Ferdinand Marcos                                   |                                                     |
| Carica vacante 23 gennaio 1984 - 16 febbraio 1986  |                                                    |                                                    |                                                    |                                                    |                                                    |                                                    | Ferdinand Marcos                                   |                                                     |
| 9                                                  |                                                    | Arturo Tolentino (1910–2004)                       | 16 febbraio 1986                                   | 25 febbraio 1986                                   | KBL                                                |                                                    | Ferdinand Marcos                                   |                                                     |
| 10                                                 |                                                    | Salvador Laurel (1928–2004)                        | February 25, 1986                                  | June 30, 1992                                      | UNIDO                                              |                                                    | Corazon Aquino                                     |                                                     |
| 10                                                 | Quinta Repubblica                                  | Salvador Laurel (1928–2004)                        | February 25, 1986                                  | June 30, 1992                                      | UNIDO                                              |                                                    | Corazon Aquino                                     |                                                     |
| 10                                                 | Partito Nazionalista                               | Salvador Laurel (1928–2004)                        | February 25, 1986                                  | June 30, 1992                                      |                                                    |                                                    | Corazon Aquino                                     |                                                     |
| 11                                                 |                                                    | Joseph Estrada (1937– )                            | 30 giugno 1992                                     | 30 giugno 1998                                     | NPC                                                |                                                    | Fidel V. Ramos                                     |                                                     |
| 12                                                 |                                                    | Gloria Macapagal-Arroyo (1947– )                   | 30 giugno 1998                                     | 20 gennaio 2001                                    | Lakas / KAMPI                                      |                                                    | Joseph Estrada                                     |                                                     |
| Carica vacante 20 gennaio 2001 - 7 febbraio 2001   | Carica vacante 20 gennaio 2001 - 7 febbraio 2001   | Carica vacante 20 gennaio 2001 - 7 febbraio 2001   | Carica vacante 20 gennaio 2001 - 7 febbraio 2001   | Carica vacante 20 gennaio 2001 - 7 febbraio 2001   | Carica vacante 20 gennaio 2001 - 7 febbraio 2001   |                                                    | Gloria Macapagal-Arroyo                            |                                                     |
| 13                                                 |                                                    | Teofisto Guingona Jr. (1928– )                     | 7 febbraio 2001                                    | 30 giugno 2004                                     | Lakas                                              |                                                    | Gloria Macapagal-Arroyo                            |                                                     |
| 14                                                 |                                                    | Noli de Castro (1949– )                            | 30 giugno 2004                                     | 30 giugno 2010                                     | Indipendente (Alleato con il Lakas/Lakas-Kampi)    |                                                    | Gloria Macapagal-Arroyo                            |                                                     |
| 15                                                 |                                                    | Jejomar Binay (1942– )                             | 30 giugno 2010                                     | 30 giugno 2016                                     | PDP-Laban                                          |                                                    | Benigno Aquino III                                 |                                                     |
| 15                                                 | UNA                                                | Jejomar Binay (1942– )                             | 30 giugno 2010                                     | 30 giugno 2016                                     |                                                    |                                                    | Benigno Aquino III                                 |                                                     |
| 16                                                 |                                                    | Leni Robredo (1964– )                              | 30 giugno 2016                                     | 30 giugno 2022                                     | Partito Liberale                                   |                                                    | Rodrigo Duterte                                    |                                                     |
| 17                                                 |                                                    | Sara Duterte (1978– )                              | 30 giugno 2022                                     | in carica                                          | PFP                                                |                                                    | Ferdinand Marcos Jr.                               |                                                     |